# Dassault Super Mystère
Die Dassault Super Mystère war ein französisches Strahl-Kampfflugzeug. Sie stellt den Endpunkt der Mystère-Baureihe dar und war das erste Überschallflugzeug aus westeuropäischer Produktion, das umfassend zum Einsatz kam. Geplant als Jagdflugzeug wurde sie jedoch von der technischen Entwicklung überholt und schließlich bei Jagdbomber-Einheiten verwendet.

## Technische Entwicklung
Anfang 1952 hatte man geplant, der MD 452 Mystère IV A den Namen Super Mystère zu geben, aber es gab unablässig Verbesserungen. Deshalb wollte Marcel Dassault ein Modell realisieren, das diese Bezeichnung wirklich verdiente. Angespornt durch die North American F-100 Super Sabre wurde die aerodynamische Entwicklungsarbeit fortgesetzt. Dassault entschied sich für eine kühne Konstruktion des Flügels. Die Tragflächen bekamen eine Pfeilung von 45° und ein Dicke-Tiefen-Verhältnis von nur sechs Prozent. Es ist erstaunlich, dass es gelang, die konventionellen äußeren Querruder und Klappen und eine starre Flügelvorderkante beizubehalten. Die F-100 wies dagegen innere Querruder, keine Klappen, aber Vorflügel über die ganze Spannweite auf. Der Rumpf der Super Mystère wurde mit einem größeren und breiteren, ovalen Lufteinlauf versehen. Der flachere Lufteinlauf sorgte neben einer höheren und bauchigeren Cockpithaube für eine bessere Sicht des Piloten. Das Leitwerk bekam eine größere Tiefe und hatte weiterhin halbhoch angesetzte vollbewegliche und motorisierte Höhenruder.
Der Erstflug der Dassault Super Mystère fand am 2. März 1955 statt. Sie erreichte schon bei ihrem vierten Flug Mach 1,2. Das geplante Rolls-Royce Avon RA.14R konnte nach Querelen mit den Briten nicht mehr verwendet werden. Deshalb musste wieder das SNECMA Atar 101G eingebaut werden. Außerdem erhielten die Tragflächen in der äußersten Vorderkante einen Sägezahn und ein verlängertes und gewölbtes Profil, was sich beim Manövrieren im Höhenflug als sehr vorteilhaft erwies. Die Erprobung erfolgte trotz Absturz des Prototyps relativ problemlos, somit konnte schon 1956 mit der nun Super Mystère B2 (SMB2) genannten Maschine die Serienproduktion beginnen.

## Einsatzgeschichte

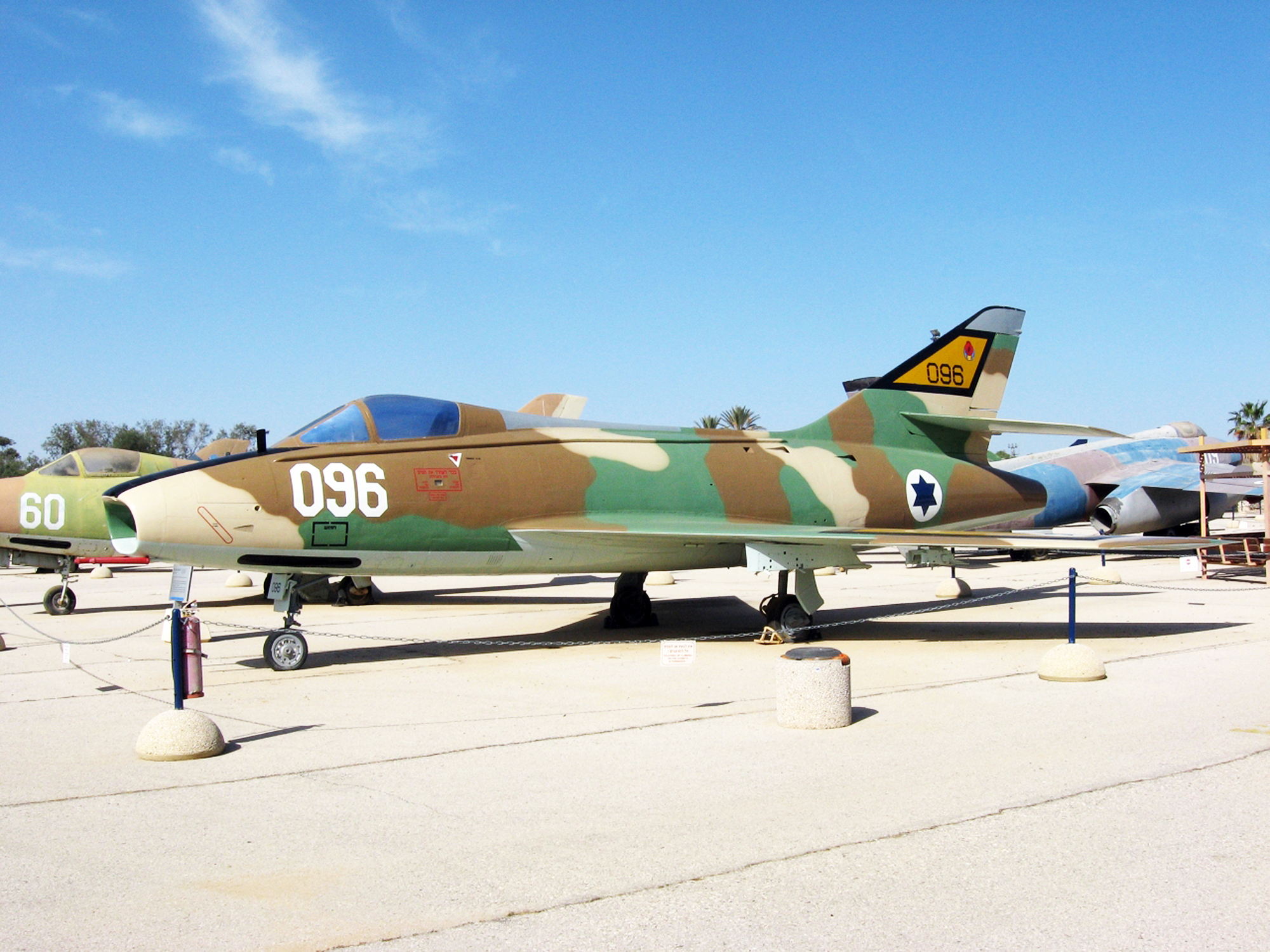
Eine israelische Super Mystère der 105. Staffel „Scorpion“ im IAF-Museum beim Militärflugplatz Chazerim

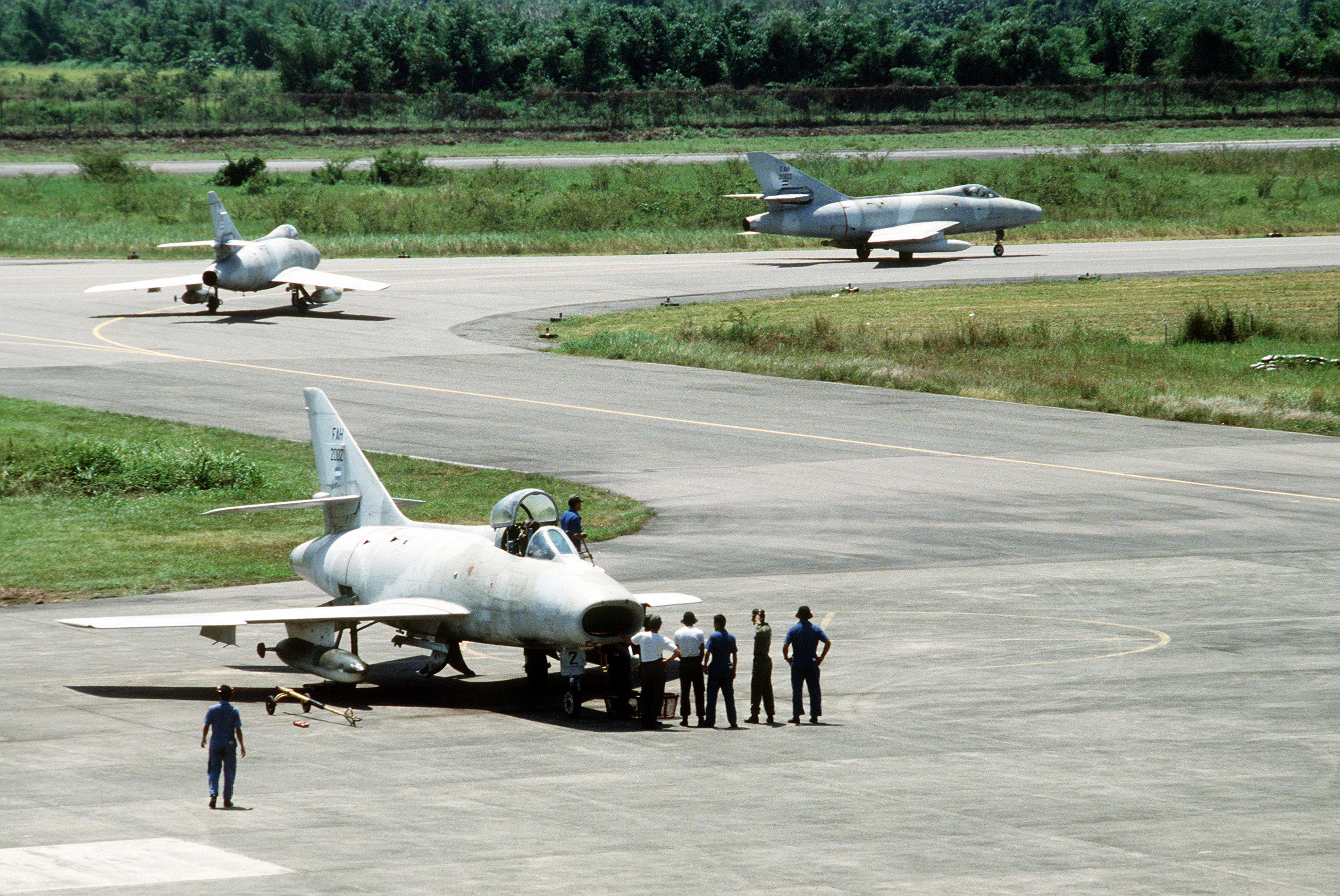
Super Mystère B2 der Luftwaffe von Honduras

Die erste Serienmaschine flog erst am 26. Februar 1957. Es sollten ursprünglich 150 Exemplare bestellt werden, diese Zahl wurde aber bald auf 370 Stück erhöht. Inzwischen begeisterte sich die Armée de l’air für die Mirage III, daher wurden nur noch 180 Maschinen gebaut, wovon 24 nach Israel exportiert wurden.
Die SMB2 wurde in der französischen Luftwaffe von den Geschwadern EC5 in Orange, der EC10 in Creil und der EC12 in Cambrai verwendet. Zuerst war sie als Tagjäger eingestuft, bekam aber bald einen Sichtschutzanstrich und wurde nun für Erdkampfaufgaben vorgesehen. Später kamen noch passive elektronische Warnempfänger dazu. Die Super Mystère blieb noch bis 1977 im Dienst.
Bei der Israeli Air Force (IAF – חיל האוויר) wurde die SMB2 überwiegend im Erdkampfeinsatz verwendet. Ihre Einführung 1958 kam für die Suezkrise zu spät, sie flog aber noch im Sechstagekrieg 1967, dem anschließenden Abnutzungskrieg sowie beim Jom-Kippur-Krieg 1973. In allen Einsätzen bewährte sich die SMB2 so gut, dass die Israelis ab 1972 das Triebwerk gegen ein Pratt & Whitney J52 Turbojet mit 4.218 kp Schub austauschten. Neben der größeren Schubkraft hatte das Triebwerk den Vorteil, dass es auch schon von den Douglas A-4 Skyhawk verwendet wurde. Damit konnten die Wartungskosten verringert werden. Israel Aerospace Industries (IAI) ließ den schweren und aufwendigen Nachbrenner wegfallen und konnte so Treibstoff einsparen. Außerdem hatte das Strahlrohr eine schwächere Infrarotsignatur, womit die Gefährdung durch hitzesuchende Raketen stark abnahm. Die letzten noch fliegenden SMB2 wurden nach Honduras verkauft.

## Militärische Nutzung
- Frankreich: 156
- Honduras:  21 gebrauchte Flugzeuge von Israel[1]
- Israel:  24

## Technische Daten
| Kenngröße             | Daten |
| --------------------- | --- |
| Besatzung             | 1 |
| Länge                 | 14,13 m |
| Spannweite            | 10,52 m |
| Höhe                  | 4,55 m |
| Flügelfläche          | 35 m² |
| Flügelstreckung       | 3,2 |
| Leermasse             | 6.932 kg |
| max. Startmasse       | 10.000 kg |
| Höchstgeschwindigkeit | 1195 km/h |
| Dienstgipfelhöhe      | 17.000 m |
| Reichweite            | 870 km |
| Triebwerke            | 1 × Turbojet-Triebwerk SNECMA Atar 101G-2/-3 mit 43,74 kN (4.460 kp) Schub mit Nachbrenner                                                         |
| Bewaffnung            | 2 × 30-mm-DEFA-Kanonen mit je 150 Schuss, plus 35 × 68 mm SNEB-Raketen in einfahrbarem Rumpfbehälter. 1.000 kg Waffen an vier Unterflügelstationen |